# 라몬 칼데레
라몬 마리아 칼데레 델 레이(스페인어: Ramón María Calderé del Rey, 1959년 1월 16일, 카탈루냐 주 빌라-로도나 ~)는 스페인의 전직 축구 선수로, 현역 시절 미드필더로 활약했으며, 최근 감독으로 활동했다.
다목적 미드필더였던 그는 주로 바르셀로나에서 활약했으며, 라 리가 4시즌 동안 157번의 공식 경기에 출전했다. 그는 바야돌리드와 베티스 소속으로도 스페인 1부 리그에서 활약한 적이 있다.
1980년대 중반 스페인 국가대표 선수였던 칼데레는 1986년 월드컵과 유로 1988에서 자국을 대표로 참가했다. 그는 은퇴 후 오랜 기간 감독일을 했지만 하부 리그에서 위로 올라오지는 못했다.

## 클럽 경력
카탈루냐 주 타라고나 도 빌라-로도나 출신인 칼데레는 인근 바르셀로나 유소년부 출신으로, 2군에서 몇 년을 보냈다. 그는 1980-81 시즌에 바야돌리드로 임대되어 라 리가 첫 경기를 치렀지만, 그 해를 그리 성공적이지 못하게 보냈다.
칼데레는 25세가 되어서 1군에 정식 승격되었고, 주전은 아니었지만 1군 승격 1년차에 소속 구단의 리그 우승을 도왔다. 3년 더 활약한 칼데레는 1988년 여름에 같은 1부 리그의 베티스로 본의 아니게 이적했고, 베티스 1년차에 소속 구단이 강등되었다.
1993년, 칼데레는 34세에 고향 카탈루냐 연고의 하부 리그 산트 안드레우에서 은퇴했고, 이후 감독일을 시작해 주로 지역 하위 구단 감독을 맡았다: 프레미아를 두 번 맡았고, 코르넬랴, 가바, 카스텔데펠스, 바달로나, 세우타, 레우스, 테루엘, 팔렌시아, 그리고 부르고스를 지휘했다. 2008년 6월, 레우스의 임기에 그는 상고네라 아틀레티코와의 경기 도중 민병대원을 가격한 혐의로 체포되었다.
국내 하위 리그 구단을 전전한 것 외에도, 칼데레는 벨기에 퍼스트 디비전 A의 신트-트라위던의 수석 코치를 맡아 같은 스페인 출신인 틴틴 마르케스 감독을 보좌한 적도 있다.

## 국가대표팀 경력
칼데레는 스페인 국가대표팀 경기에 18번 출전했고, 1986년 월드컵에 출전하여 3-0으로 이긴 알제리와의 조별 리그 경기에서 2번 득점을 올렸다. 그의 첫 국가대표팀 경기는 1985년 4월 30일, 0-3으로 렉섬에서 패한 웨일스와의 1986년 월드컵 예선전 경기였고, 이후 그는 유로 1988에도 차출되었지만, 출전하지는 못했다.
칼데레는 1986년 U-21 축구 선수권 대회에 참가한 연령 초과 선수로, 부상당해 결장한 결승전을 제외하고 자국 U-21 국가대표팀이 우승을 거둘 수 있도록 도왔다.

### 1986년 월드컵
칼데레는 멕시코에서 열린 1986년 월드컵에서 물갈이로 앓아 국가대표팀 의료진으로부터 항생제를 처방받았다. 그는 북아일랜드전 승리 후 도핑을 받아 양성으로 판정되었다.
그러나, 칼데레는 의료진이 그의 탈수 문제를 막기 위해 약을 처방했다 항의하여 제재를 면했다.그는 이어지는 알제리전에서 2골을 성공시켰다.

## 감독 통계
2019년 1월 20일 기준
| 구단         | 국적   | 취임             | 해임             | 기록 | 기록 | 기록 | 기록 | 기록  | 기록 | 기록  | 기록   | 주     |
| 구단         | 국적   | 취임             | 해임             | 전   | 승   | 무   | 패   | 득    | 실   | 차    | 율 %   | 주     |
| ------------ | ------ | ---------------- | ---------------- | ---- | ---- | ---- | ---- | ----- | ---- | ----- | ------ | ------ |
| 프레미아     | 스페인 | 1997년 7월 1일   | 1998년 6월 30일  | 38   | 13   | 8    | 17   | 50    | 50   | 0     | 34.21  | [ 15 ] |
| 코르넬랴     | 스페인 | 1998년 7월 1일   | 2000년 6월 30일  | 82   | 45   | 21   | 16   | 151   | 76   | +75   | 54.88  | [ 16 ] |
| 가바         | 스페인 | 2000년 7월 1일   | 2001년 6월 30일  | 44   | 23   | 13   | 8    | 83    | 45   | +38   | 52.27  | [ 17 ] |
| 카스텔데펠스 | 스페인 | 2002년 1월 1일   | 2002년 6월 30일  | 20   | 7    | 9    | 4    | 33    | 27   | +6    | 35.00  | [ 18 ] |
| 바달로나     | 스페인 | 2002년 7월 1일   | 2005년 6월 30일  | 127  | 62   | 36   | 29   | 187   | 118  | +69   | 48.82  | [ 19 ] |
| 세우타       | 스페인 | 2005년 7월 1일   | 2006년 3월 13일  | 30   | 5    | 18   | 7    | 22    | 23   | −1    | 16.67  | [ 20 ] |
| 프레미아     | 스페인 | 2006년 7월 1일   | 2007년 6월 30일  | 38   | 11   | 10   | 17   | 40    | 58   | −18   | 28.95  | [ 21 ] |
| 레우스       | 스페인 | 2007년 7월 1일   | 2009년 6월 30일  | 81   | 42   | 22   | 17   | 142   | 80   | +62   | 51.85  | [ 22 ] |
| 테루엘       | 스페인 | 2009년 7월 1일   | 2011년 5월 28일  | 80   | 43   | 20   | 17   | 128   | 64   | +64   | 53.75  | [ 23 ] |
| 팔렌시아     | 스페인 | 2011년 7월 1일   | 2012년 6월 23일  | 41   | 13   | 11   | 17   | 36 50 | −14  | 31.71 | [ 24 ] |        |
| 부르고스     | 스페인 | 2012년 6월 23일  | 2014년 6월 13일  | 79   | 44   | 14   | 21   | 127   | 67   | +60   | 55.70  | [ 25 ] |
| 카스테욘     | 스페인 | 2014년 10월 30일 | 2015년 10월 19일 | 45   | 20   | 15   | 10   | 64    | 38   | +26   | 44.44  | —      |
| 올로트       | 스페인 | 2016년 6월 1일   | 2017년 6월 3일   | 40   | 25   | 9    | 6    | 75    | 39   | +36   | 62.50  | [ 26 ] |
| 살라망티노   | 스페인 | 2017년 10월 16일 | 2018년 2월 9일   | 15   | 6    | 4    | 5    | 21    | 15   | +6    | 40.00  | —      |
| 바달로나     | 스페인 | 2018년 7월 9일   | 2019년 1월 22일  | 22   | 5    | 7    | 10   | 19    | 25   | −6    | 22.73  | [ 27 ] |
| 합계         | 합계   | 합계             | 합계             | 782  | 364  | 217  | 201  | 1,178 | 775  | +403  | 46.55  | —      |

## 수상

### 선수
바르셀로나
- 라 리가: 1984–85
- 코파 델 레이: 1987–88

산트 안드레우
- 세군다 디비시온 B: 1991–92

### 감독
가바
- 테르세라 디비시온: 2000–01[28]

테루엘
- 테르세라 디비시온: 2009–10[28]

카스테욘
- 테르세라 디비시온: 2014–15